# Valgelon-La Rochette
Valgelon-La Rochette es una comuna del departamento de Saboya, región de Auvernia-Ródano-Alpes, en el sureste de Francia. Fue creado el 1 de enero de 2019 por la fusión de las antiguas comunas de La Rochette (la sede) y Étable.